# Dimitrovgrad, Bulgarien
Dimitrovgrad (bulgariska: Димитровград) är en stad i Bulgarien i kommunen Obsjtina Dimitrovgrad och regionen Chaskovo. Staden ligger vid floden Maritsa och hade 132 200 invånare (2005). Staden är döpt efter den bulgariske kommunisten Georgi Dimitrov.
Den mest kände personen som är född i Dimitrograd är VM- och OS-guldmedaljören i tresteg, Christo Markov.